# Dąbie
Pour les articles homonymes, voir Dąbie (homonymie).
Dąbie [ˈdɔmbʲɛ] est une ville de la Voïvodie de Grande-Pologne et du powiat de Koło.
Elle s'étend sur 8,8 km² et comptait 2003 habitants. Elle est située à 17 kilomètres de Koło. Elle est le siège de la gmina de Dąbie.